# Chikkakottigehalli, Tiptur
Chikkakottigehalli là một làng thuộc tehsil Tiptur, huyện Tumkur, bang Karnataka, Ấn Độ.